# Wickrathberg
Wickrathberg ist ein Stadtteil von Mönchengladbach im Stadtbezirk West. Er liegt im Süden der Stadt, südlich von Wickrath und nördlich von Wanlo. Der Ort wird von der Niers durchflossen.

## Geschichte

### Urgeschichte
In Wickrathberg und Wanlo sind steinzeitliche Spuren entdeckt worden. Besonders nach der letzten Eiszeit, am Schluss der Altsteinzeit (11700 – 9600 v. Chr.) lebten im Großraum Wanlo, unweit der zahlreichen Quellen der Niers, Menschen. Verzierte Gefäße aus Keramik, aus dem Zeitraum von 5000 bis 2000 v. Chr., sind in diesem Gebiet außerdem gefunden worden.

### Römerzeit (~ 50 – 274 n. Chr.)
Schon zur Zeit des Römischen Reichs gibt es im Gebiet von Wickrathberg drei größere Trümmerstellen, wohl Hinweise auf drei römische Bauernhöfe (Villa rustica), die das nur wenige Kilometer entfernte römische Dorf (Vicus Mülfort) belieferten. Eines der Landgüter, am Kinkelbach, besaß ein Hypokaustum. 274 n. Chr. wurden beim Einfall der Franken das Dorf und alle Bauernhöfe zerstört.

### Fränkische Zeit
Zwei fränkische Stämme siedelten sich links und rechts der Niers an. In Wickrath lebten Menschen des salischen und in Wickrathberg des ripuarischen Frankenstamms. Vorher gab es schon Siedlungen in Wickrath, Mennrath, Beckrath und Herrath. Wickrathberg gehörte im Mittelalter der Reichsherrschaft Wickrath an.  Die Zugehörigkeit zu Wickrath hörte erst 1975, bei der kommunalen Gebietsreform, auf.
Im Jahr 1050 wurde die erste Wickrathberger Kirche, eine Saalkirche mit eingezogenen quadratischen Chor gebaut. Im Jahr 1220 wurde die Kirche vergrößert.

### Reformation und Franzosenzeit
Nach der Gründung einer reformierten Gemeinde in Wickrath, im Jahr 1530, wechselte Wickrathberg auch zum evangelischen Glauben. Ab 1569 wurde die Wickrathberger Kirche  zur Herrschaftskirche der Grafen zu Wickrath, die im Gegensatz zur Bevölkerung in Wickrath nicht katholisch blieben.
Im Jahr 1654 gründete der Pastor Johannes Eilbracht eine Lateinschule, die in der Folgezeit weit über die Grenzen berühmt wurde. 1886 schloss die Schule.
1794 marschierten die Franzosen, unter Napoleon, ein und besetzten Schloss Wickrath. Dies bedeutete das Ende der Reichsgrafen. Otto Wilhelm von Quadt und seine Familie flüchteten. Damit verlor Wickrathberg seinen letzten großzügigen Gönner und es begannen schwierige Zeiten. 1813 zogen die Franzosen nach der Völkerschlacht bei Leipzig aus dem heutigen Gebiet von Deutschland komplett ab. Wickrath kam zu Preußen.

### Landkarten von Wickrathberg (1573–1760)

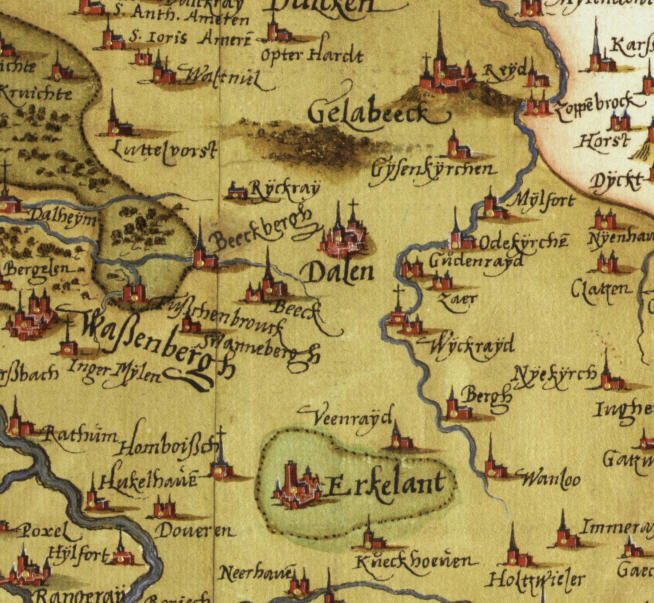
Bergh (Wickrathberg) (1573)
Wickratdberg in der Baronie Wickrad. Mit der Landwehr zwischen Wickrathberg und Wanlo (1618–1679)
Wickratdberg im Dominium Wickrad. (1721–1750)
Wickenberg in der Baronie de Wickrad am Rand der sumpfigen Niers (~ 1760)

Im Jahr 1700 erbaute Graf Quadt, Schlossherr von Wickrath, eine bis heute funktionierende Wassermühle im barocken Stil.

### Die jüdische Gemeinde Wickrathberg
Wickrathberg war zeitweise die größte jüdische Gemeinde im Landkreis Grevenbroich. Anders als in Gladbach und Rheydt blühte die jüdische Gemeinde bereits im 18. und 19. Jahrhundert auf. 1816 bestanden in Wickrathberg zwei Bethäuser. 1860 wurde ein neues Synagogengebäude erstellt. Neben einer Synagoge gab es auch eine Schule und einen Friedhof, der im benachbarten Wanlo lag. 1935 lebten noch 118 Juden in Wickrathberg. Bei der von den Nationalsozialisten inszenierten Reichspogromnacht wurde die Synagoge in Wickrathberg völlig zerstört. In Wohnungen jüdischer Einwohner drangen in Zivil gekleidete SA-Leute ein und verwüsteten diese. 50 jüdische Männer wurden in Gladbach, Rheydt und Wickrath verhaftet. Spätestens 1942 hörte die jüdische Gemeinde auf zu existieren.

### Zweiter Weltkrieg
Am 22. Februar 1945 begann die 9. US-Armee die Operation Grenade und überschritt die Rur. Sie kamen zügig voran. Abrückende Soldaten der Wehrmacht sprengten zahlreiche Brücken am linken Niederrhein, darunter die Niersbrücke in Wickrathberg. Dabei trafen mehrere Granaten auch die benachbarte Wassermühle. Das Mahlwerk wurde dabei stark beschädigt.
Ende April 1945 lösten britische Truppen die US-Truppen ab (Britische Besatzungszone).

### Kriegsgefangenenlager (1945)

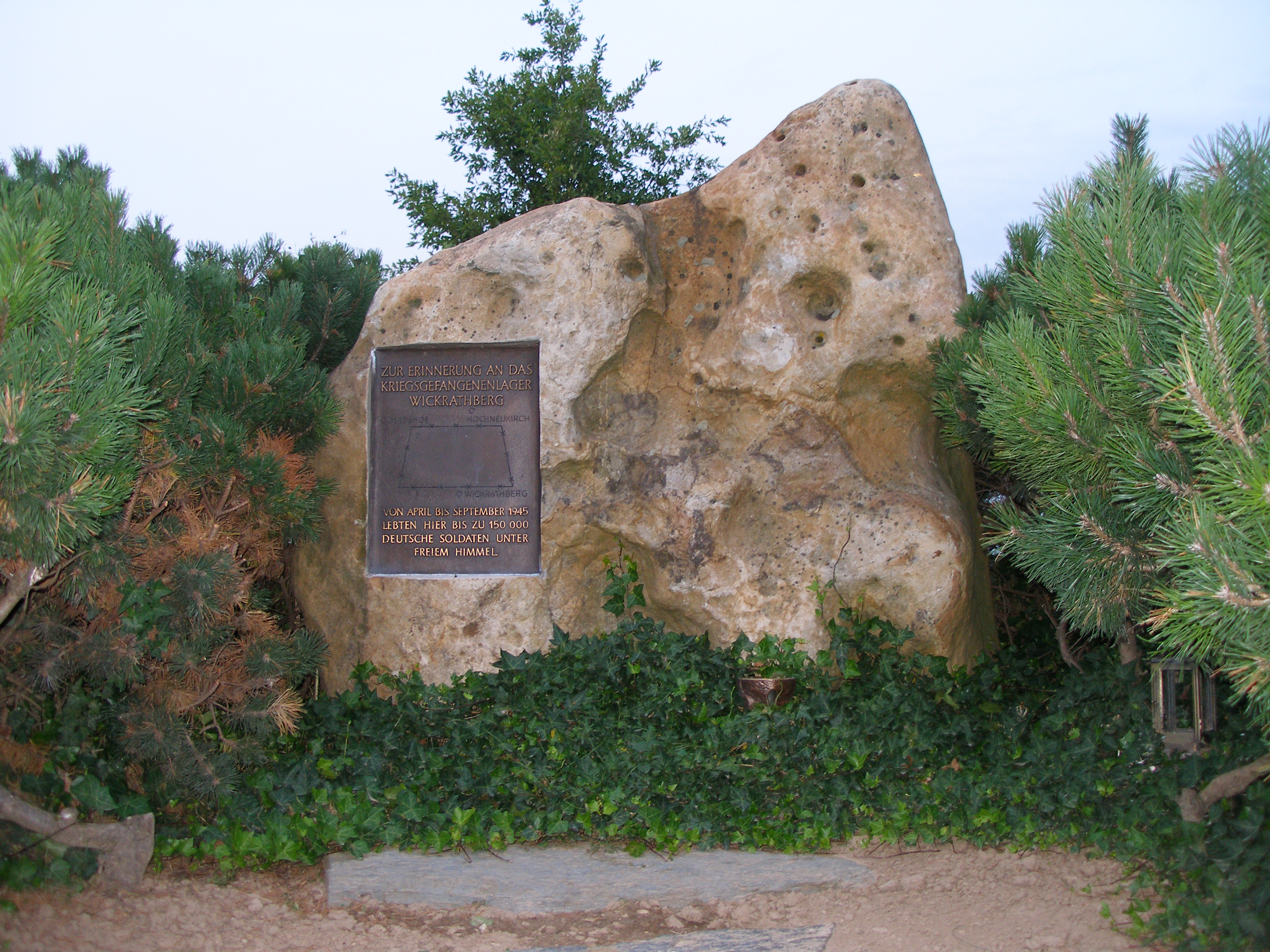
Denkmal des Gefangenenlagers

In den letzten Kriegstagen errichteten US-Soldaten zwischen Mongshof, Wickrathberg und Hochneukirch das neun Quadratkilometer große Kriegsgefangenenlager „Wiesenlager Wickrathberg“. Dort lebten bei voller Belegung mindestens 150.000 deutsche Kriegsgefangene. Sie verbrachten die gesamte Zeit unter schrecklichen Bedingungen draußen und schliefen hauptsächlich in selbstgegrabenen Erdlöchern. Die Verpflegung war sehr spärlich. Die Zahl der Todesopfer ist unbekannt. Zeugen sprechen von 20 Todesfällen am Tag. Das Lager bestand von April bis September 1945 und wurde zeitweise von britischen Streitkräften geführt.

### Seit der Eingemeindung in die Stadt Mönchengladbach (1975)
Wickrathberg wurde am 1. Januar 1975 in die neue Großstadt Mönchengladbach eingemeindet.
Im Jahr 2002 begann der Niersverband das Projekt „Re-Naturierung der Niers“. Der ehemalige Flusslauf der Niers wurde stellenweise wiederhergestellt, zum Beispiel zwischen Wanlo und Wickrathberg.
In Wickrathberg lebten am 31. Oktober 2013 2.185 Einwohner.

## Kultur

### Sehenswürdigkeiten
- Im höher gelegenen Teil Wickrathbergs steht die zwischen 1200 und 1205 geweihte Wickrathberger Kirche. Der romanische Bau war als dreischiffige Basilika angelegt. Reste des romanischen Chors und das spätgotische Sternengewölbe sind noch erhalten. Um die Mitte des 18. Jahrhunderts wurde die Kirche vollständig umgebaut (Fenster, Mansarddach des Mittelschiffs, Haube des Westturms). Von der Rokokoausstattung aus den siebziger Jahren des 18. Jahrhunderts mit Orgel, Kanzel, Gestühl, besonders sehenswert die Grafenloge mit dem von zwei Bären flankierten Wappen der Quadt-Wickrath, die seit 1752 Reichsgrafen waren: Im Herzschild sind zwei Wechselzinnenbalken (= Quadt) zu sehen, vom Beschauer links oben einen Adler (= Wickrath), darunter das Wappen der Herrschaft Loenen (Gelderland), rechts oben Wappen der Herrschaft Wildenborch (Gelderland), darunter Wappen von Schwanenberg, im Schildfuß die Schlüssel des Geldrischen Erbhofmeisteramtes. Die Orgel wurde 1770 von Jacob Engelbert Teschemacher geschaffen.
- Eine Gedenkplatte im Bürgersteig der Berger Dorfstraße erinnert an die ehemalige Synagoge. Abgebildet ist die Menora, ein siebenarmiger Leuchter. Die Platte wurde von dem Künstler Bonifatius Stirnberg geschaffen.
- Der Findling der Erinnerung am Hochneukircher Weg erinnert an das Kriegsgefangenenlager.

### Vereine
- Verein für Heimat- und Denkmalpflege Wickrathberg
- Spielverein Wickrathberg 1906 e. V.
- Gesangverein „Eintracht“ 1863 e. V.
- Freiwillige Feuerwehr Mönchengladbach Einheit Wickrathberg

## Persönlichkeiten
- Luise Förster (1847–1911) war Lehrerin in Wickrathberg. Unter dem Pseudonym Ada Linden war sie schriftstellerisch tätig. Eines ihrer bekanntesten Werke war der Roman „Wie ich das Glück suchte“, Leipzig 1905.
- Ernst Barten (1879–1974), Unternehmer und Wehrwirtschaftsführer.
- Hilde Sherman-Zander (1923–2011) wuchs als Jüdin in Wickrathberg auf. Über ihr Schicksal in den Konzentrationslagern, insbesondere im Ghetto von Riga, veröffentlichte sie ein Buch. Darin beschrieb sie auch ihre Kindheit im Dorf und den Brand der Synagoge.
- Hans Köllges (1930–2015) war Architekt bei HPP Architekten in Düsseldorf.
- Wolfgang Lüderitz (1926–2012), Komponist